# ブロードウェイ・シティホール駅

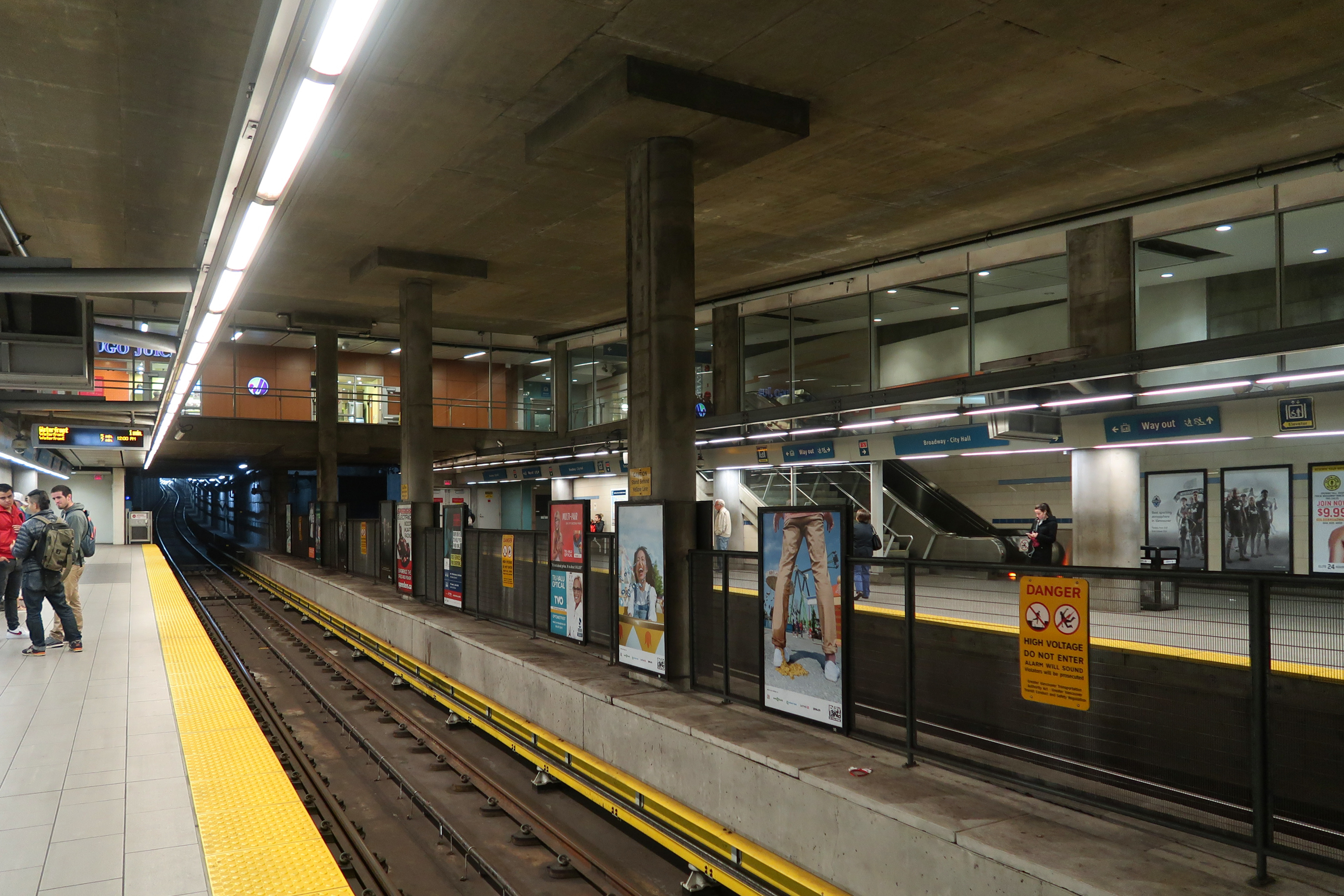
ブロードウェイ・シティホール駅ホーム

ブロードウェイ・シティホール駅 （英:Broadway-City Hall Station）は、カナダ・ブリティッシュコロンビア州・バンクーバーにある、スカイトレイン カナダ・ライン の駅である。

## 歴史
- 2009年8月17日：カナダ・ラインの駅として開業[1]。
- 2016年1月 - ICカード「コンパスカード」の利用が可能となる[2]。

## 駅構造
相対式ホーム2面1線を有する地下駅である。
| ホーム | 路線          | 行先                             |
| ------ | ------------- | -------------------------------- |
| 上り   | ■カナダライン | ウォーターフロント駅方面         |
| 下り   | ■カナダライン | リッチモンド・ブリグハウス駅方面 |
| 下り   | ■カナダライン | YVRエアポート駅方面              |

## 駅周辺
施設
- バンクーバー・ジェネラル病院
- バンクーバー・シティホール

バス路線
スカイトレインが運行しない深夜には夜行バスN15が運行しており。
| ホーム | 路線                                                                                  |
| ------ | ------------------------------------------------------------------------------------- |
| 1      | 99系統（Bライン）- UBC行 N9 系統・コキットラム・セントラル駅（夜行バス）              |
| 2      | 15 系統・オリンピックビレッジ駅 N15 系統・ダウンタウン（夜行バス）                    |
| 3      | 15 系統・カンビー N15 系統・カンビー（夜行バス）                                      |
| 4      | 99系統（Bライン）- コマーシャル・ブロードウェイ駅行 N9 系統・ダウンタウン（夜行バス） |
| 5      | 9系統・アルマ通り N9 系統・ダウンタウン（夜行バス）                                   |
| 6      | 9系統・バウンダリー                                                                   |

## 隣の駅
■カナダ・ライン
オリンピックビレッジ駅 - ブロードウェイ・シティホール駅 - キングエドワード駅